# 格倫·柯蒂斯
格倫·哈蒙德·柯蒂斯（英語：Glenn Hammond Curtiss，（1878年5月21日—1930年7月23日）），美國航空先驅，柯蒂斯飛機與發動機公司的創始人（即柯蒂斯-萊特公司的前身之一）。

## 生平

### 早期生活
紐約州哈蒙茲波特出生，四歲時父親死亡，高中畢業後進入柯達公司上班，但不久後便辭職成為腳踏車賽車手，之後進入西聯匯款工作，1898年3月7日結婚與莉娜·珀爾·內夫結婚後成立了柯蒂斯公司，從事腳踏車的製造與販賣。

### 摩托車引擎的製作
柯蒂斯公司成立後，柯蒂斯開始對摩托車的引擎產生興趣，於是投入單汽缸引擎的研發與製作，柯蒂斯公司也因此開始販賣摩托車。1903年創下了當時摩托車最高超時速103km/h)的新世界記錄，1907年由柯蒂斯設計了40馬力的4000ccV8裝上自己的摩托車又將最高超時速紀錄更新219.45 km/h。

### 投入研發與製造飛機
1906年出訪俄亥俄州時向萊特兄弟提出合作，認為萊特兄弟當時已經試飛成功的飛機引擎(12馬力)並不夠好，希望能提供引擎給萊特兄弟，萊特兄弟拒絕了，1907年葛拉罕·貝爾成立AEA(Aerial Experiment Association)，並邀請柯蒂斯投入研發，由於萊特兄弟當時已成功註冊專利翹曲機翼，並對進行研發的柯蒂斯公司提出侵害專利的警告，因此柯蒂斯必須研發截然不同的設計，最終設計出至今廣泛使用的副翼，1908年7月4日參加美國科學人比賽，由於萊特兄弟拒絕參賽，柯蒂斯在沒有競爭對手的狀況下駕駛自己製造名為金甲蟲的飛機並裝上自己設計的4000ccV引擎，在於紐約石溪農場公開試飛前一天自己試飛時墜機，柯蒂斯只受到一點擦傷並對其他參與者表示是自己的操作失誤節流閥放得太多造成墜機不是設計有問題，拒絕延後公開試飛，並立刻投入機體修復，於正式公開試飛時成功飛行了約兩分鐘，飛行距離約1.6公里後安全降落，成為在美國被公認的首次飛機飛行。柯蒂斯因此成為美國飛機俱樂部飛行員的執照的第1號會員。

### 作為飛行員
1909年8月，法國飛行俱樂部舉辦全球首次的航空比賽大會『Grande Semaine d'Aviation』。柯蒂斯駕駛自己的飛機在全長10公里的賽道上，以平均時速75km/h跑完全程獲得冠軍，足足領先同樣跑完全程亞軍的路易·布萊里奧6秒。
1910年5月29日，柯蒂斯受邀在紐約從奧爾巴尼沿著哈德遜河進行飛行表演，由於當時絕大多數人都未見過飛機，因此十分受到注目，柯蒂斯以平均時速約89 km/h，飛行了2小時33分並在自由女神像上盤旋，合計飛行距離約220km，約瑟夫·普立茲在事後頒發了10,000美元的獎金給柯蒂斯。

### 與萊特兄弟的競爭與專利訴訟
1908年8月，萊特兄弟正式對柯蒂斯提出侵害翹曲機翼專利的告訴，並在法國勒芒郊外的漢努狄耶斯賽馬場進行了公開示範飛行證明自己發明的性能，但在9月在邁爾堡讓官方觀察員陸軍中尉湯瑪斯·塞爾弗雷奇一同搭乘飛行以爭取軍方合約時卻遭到意外，奧維爾·萊特因此身受重傷，湯瑪斯中尉則當晚在鄰近的陸軍醫院裡去世，當時柯蒂斯也在場目賭而當時萊特兄弟的飛使用的引擎，依舊還是1906年使用的同一型引擎，加上湯瑪斯中尉與柯蒂斯有私交，讓這場競爭多了一點私人恩怨。1910年1月法院判決柯蒂斯敗訴一度造成柯蒂斯公司面臨破產危機，在亨利·福特的建議下，仿效亨利·福特在與喬治．塞爾登進行專利訴訟的方式，藉由不斷的改良設計並生產，讓官司無止境的纏訟下去，因為在當時每變更生產一次，要針對變更後的產品認定侵權，就必須針對該產品再提告一次。1914年1月，美國法院作出判決，認定萊特兄弟為飛行實務的先驅者，所有在美國生產的飛機都必須支付20%的專利金給萊特兄弟，但萊特兄弟拒絕給柯蒂斯專利授權，因為奧維爾·萊特認為與柯蒂斯間無止盡的官司，間接害死了他的哥哥威爾伯·萊特，此舉又一次將柯蒂斯逼到破產的地步。加上柯蒂斯則希望通藉此增加專利官司增添籌碼，史密森尼學會希望通過證明飛機場號能夠飛行而挽回蘭利在航空界的聲譽。於是6月柯蒂斯與史密森尼學會會長查爾斯・瓦科特聯手，修改美國陸軍在1903年時失敗的蘭利飛機場號，在1914年6月使其試飛成功，同年7月第一次世界大戰爆發，德國大量生產飛機投入戰爭，使各國不得不同樣投入航空戰力，使雙方的競爭與訴訟開始變得對柯蒂斯有利。柯蒂斯於1915年在加拿大開辦了第一個飛行學校，1916年1月成立柯蒂斯飛機與發動機公司與英國及加拿大合作而得到大量軍用合約，而到了1917年美國參戰時，美軍還處在因為這些專利訴訟造成美軍沒有本國的飛機可用，而必須向法國採買的狀況，導致美國政府不得不出面解決萊特兄弟與柯蒂斯之間的爭執以利在戰爭中生產需要的飛機，最後美國政府成立航空器製造協會，做出萊特兄弟與柯蒂斯雙方都能在美國所生產的飛機中，各取得1%的專利金的決定。萊特-馬丁公司和柯蒂斯公司在這之後也通過交換專利許可的方式向對方支付了200萬美金。但雙方法庭上的旁枝末節讓訴訟一直持續到1920年才徹底結束。

### 第一次世界大戰與戰後
一次世界大戰期間，飛機的需求大增，加上擺脫專利糾紛的問題，柯蒂斯業務迅速擴張，最多的一個星期製造了超過100架的飛機，總計銷售了10000架以上的飛機，成為了世界上最大的飛機製造商。戰爭結束後，在戰時接受的合約遭到大量取消，造成柯蒂斯飛機與發動機公司於1920年9月必須進行財務重組，柯蒂斯此時出脫自己名下所有股份，獲得3200萬美元(約今日3億美元)，雖依舊掛名設計做顧問，但實質上已經退休。

### 辭世
1930年柯蒂斯進行闌尾炎手術後兩個禮拜因併發症死於紐約水牛城死亡，之後下葬於故鄉哈蒙茲波特。
1933年3月美國國會追贈飛行優異十字勳章。

## 外部連結
- Glenn H. Curtiss: Founder of the American Aviation Industry （页面存档备份，存于）